# Ernest Laurent
Ernest Joseph Laurent, né à Gentilly (Seine) le 8 juin 1859 et mort à Bièvres (Seine-et-Oise) le 25 juin 1929 est un peintre et lithographe français.

## Biographie
Élève d'Henri Lehmann à l'École des beaux-arts de Paris, Ernest Laurent subit l'influence des impressionnistes et se lie d'amitié avec Georges Seurat, Edmond Aman-Jean et Henri Le Sidaner. En 1885, son Annonciation, exposée au Salon, est achetée par l'État, ce qui lui permet de faire un voyage en Italie. De Rome, il se rend à Assise, où il a une expérience mystique profonde qui influencera durablement son art. 

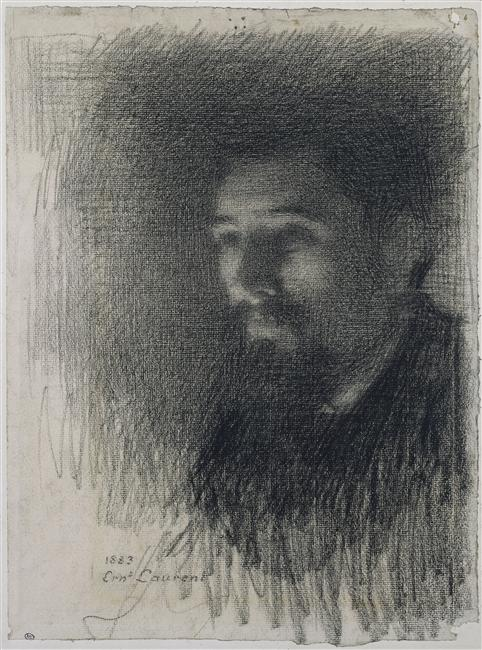
Portrait de Georges Seurat (1883),
Paris, musée du Louvre.

En 1889, il obtient le prix de Rome avec Le Christ et le Paralytique. À partir de 1896, il peint essentiellement des portraits féminins, qui compteront parmi ses thèmes préférés. En 1900, lors d'une exposition particulière chez Durand-Ruel, il reçoit une commande de quatre panneaux pour la Sorbonne à Paris. 

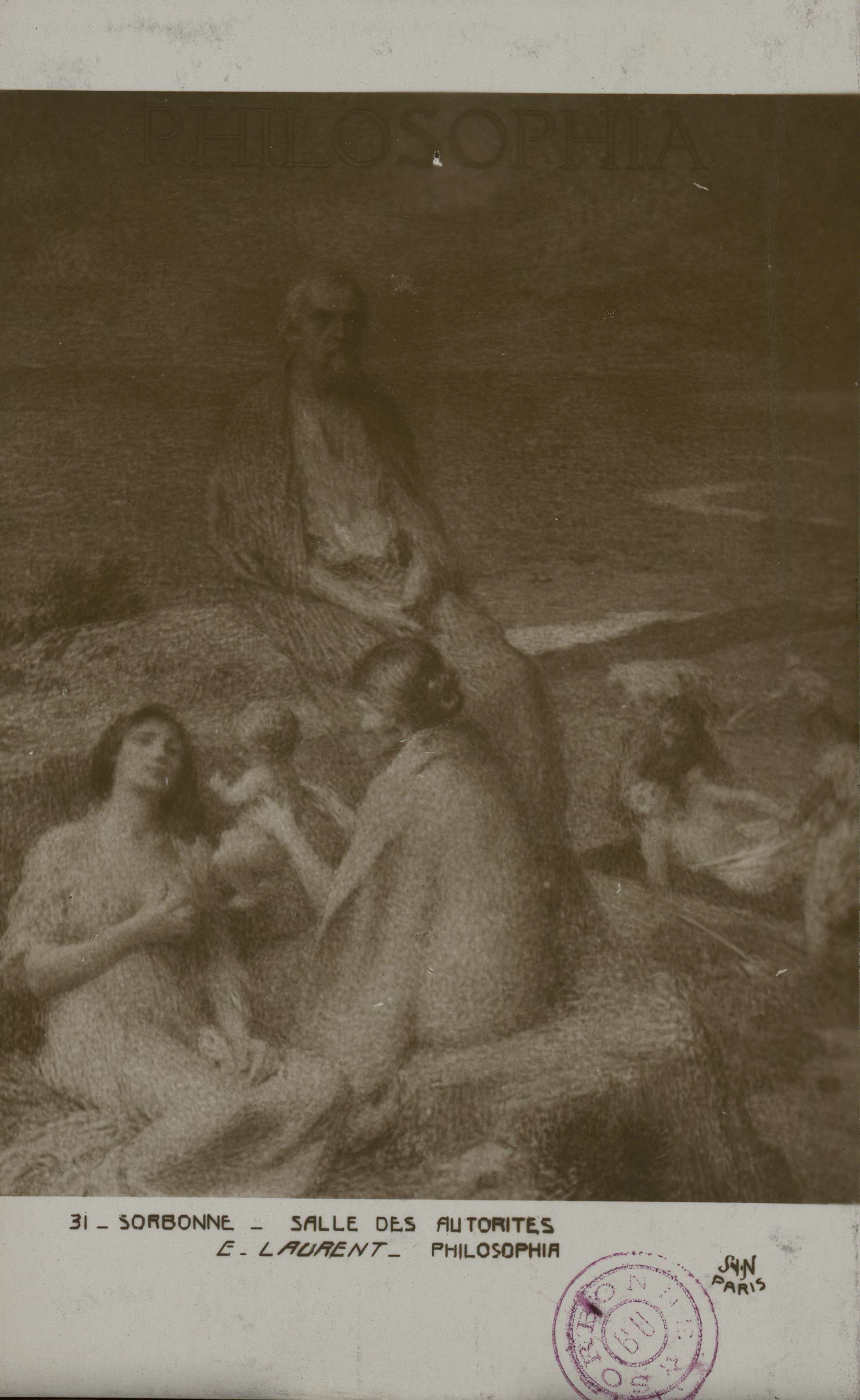
Carte postale d'Ernest Laurent, Philosophia, salle des autorités en Sorbonne (Bibliothèque interuniversitaire de la Sorbonne, NuBIS).

Le 31 octobre 1912, Ernest Laurent est nommé officier de la Légion d'honneur après avoir été fait chevalier en 1903. Il est élu membre de l'Académie des beaux-arts en 1919. Il est ensuite nommé professeur à l'École des beaux-arts de 1919 à 1929, et membre du Conseil des musées nationaux. En 1923, il partage chez Georges Petit une exposition avec Le Sidaner et Henri Martin. 
Héritier de la technique impressionniste, tenté par le symbolisme dans ce qu'il a de plus intimiste, Ernest Laurent a accordé une attention particulière à la femme, dont il associe la fragilité aux fleurs et aux mystères de la vie intérieure. Il met une poésie intime dans l'atmosphère dont il entoure ses modèles dans leur vie quotidienne, au salon, au jardin. La profonde dévotion religieuse qui est la sienne parcourt la plupart de ses œuvres. Cet aspect de sa vie ira à l'encontre du matérialisme d'un Seurat dont il se détachera progressivement.
Laurent a produit de remarquables lithographies, qui prennent un aspect fondu, et qui furent publiées entre autres dans L'Estampe moderne (1897), la Gazette des beaux-arts (1901), et L'Art et les Artistes (1906).
Ernest Laurent est inhumé à Paris au cimetière du Père-Lachaise (20e division).

## Collections publiques
États-Unis

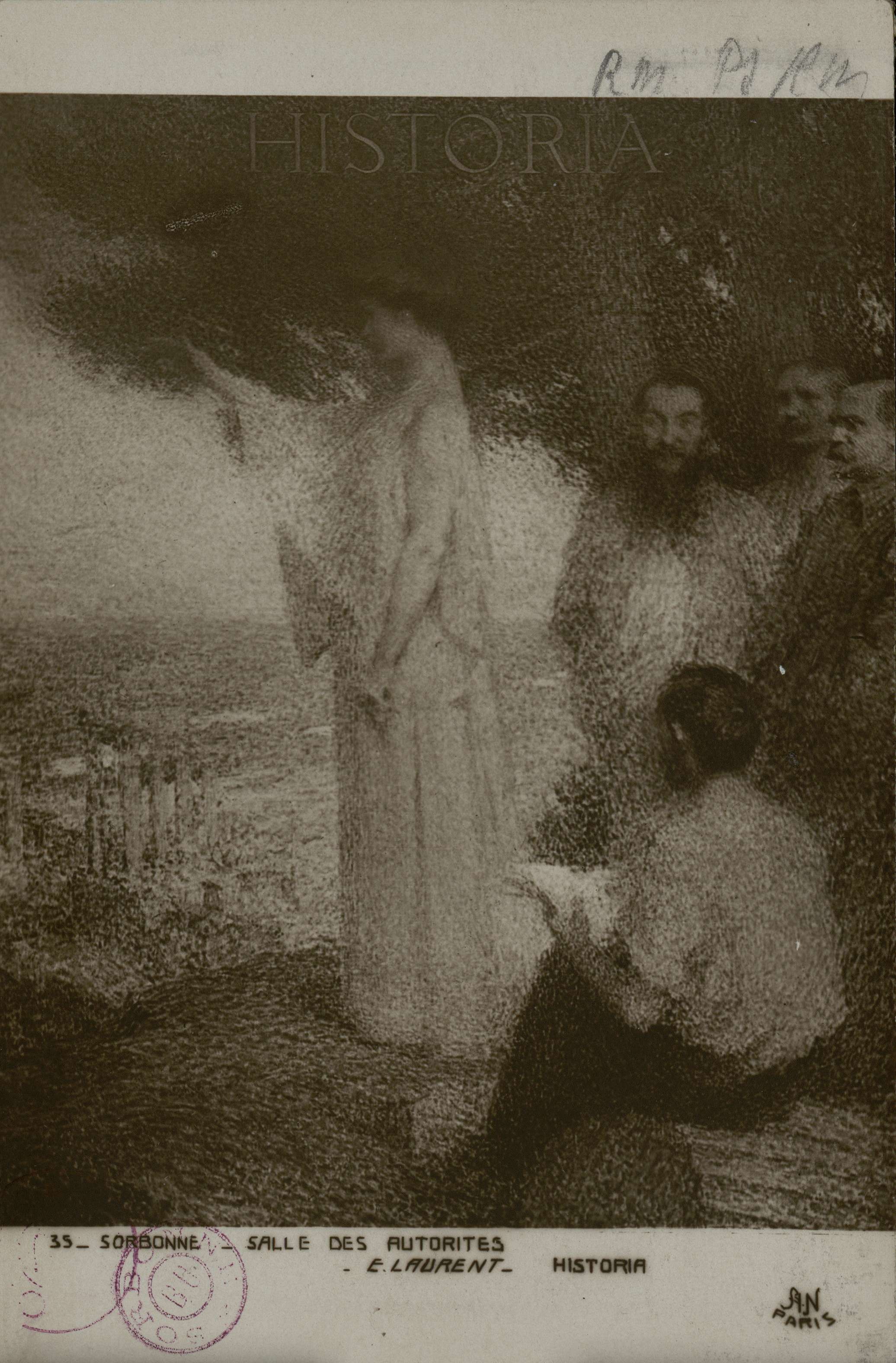
Carte postale d'Ernest Laurent, Historia, salle des autorités en Sorbonne (Bibliothèque interuniversitaire de la Sorbonne, NuBIS).

- Carte postale d'Ernest Laurent, Historia, salle des autorités en Sorbonne (Bibliothèque interuniversitaire de la Sorbonne, NuBIS).Musée d'Art d'Indianapolis : Après le bain, 1903.

France

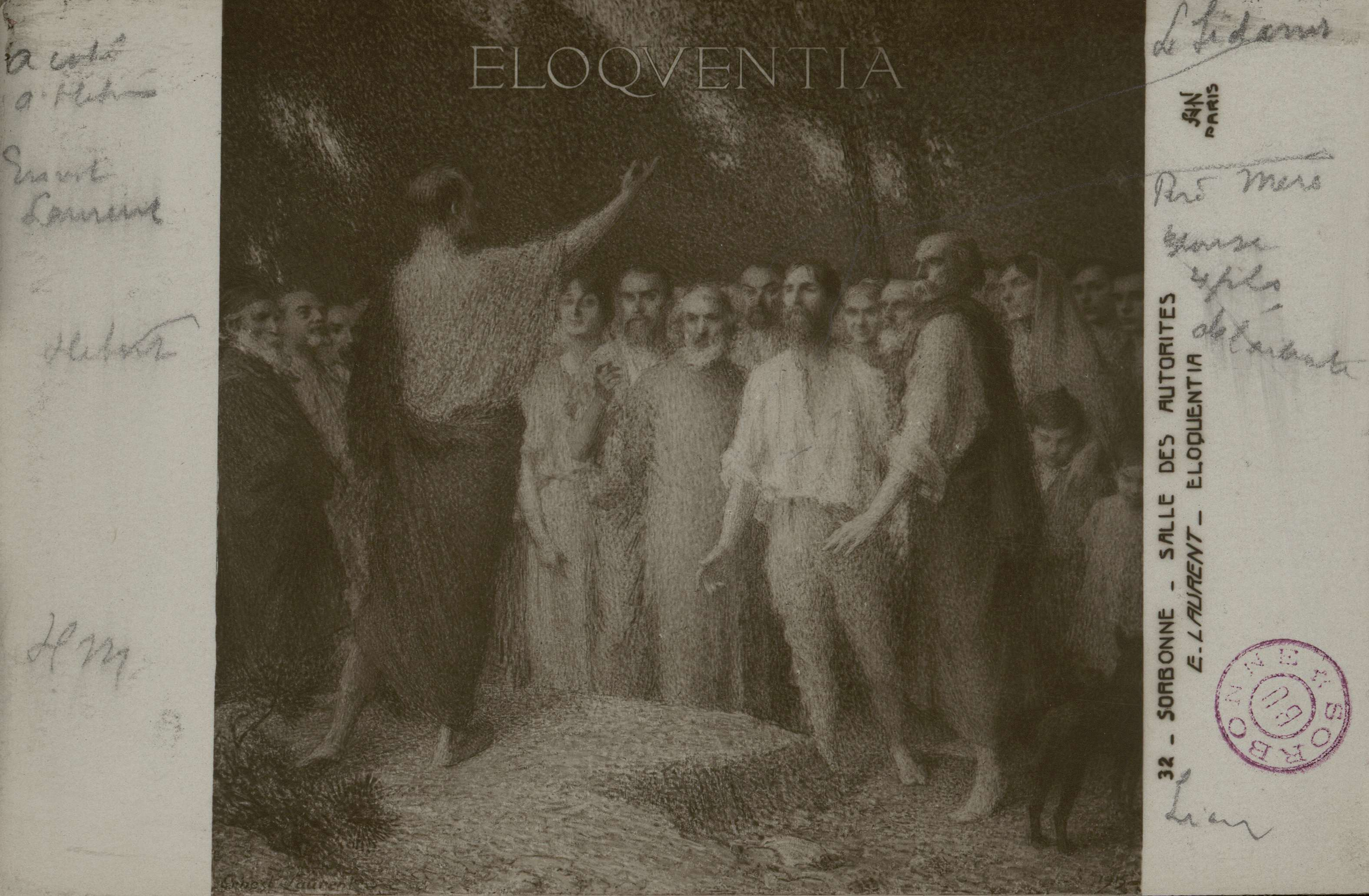
Carte postale d'Ernest Laurent, Eloquentia, salle des autorités en Sorbonne (Bibliothèque interuniversitaire de la Sorbonne, NuBIS).

- Musée des Beaux-Arts de Brest : Orphée descendant aux enfers, pastel, 43 x 34 cm[2].
- Gray (Haute-Saône), musée Baron-Martin : 
  - Soir d’octobre, lithographie, 1897 ;
  - La Toilette, lithographie, 1906 ;
  - Femme à sa toilette, estampe, s.d. ;
- Palais des Beaux-Arts de Lille : Le Goûter au jardin ou Dans le jardin, 1904
- Paris ;
  - musée du Louvre : Portrait de Georges Seurat, 1883
  - musée d'Orsay : Femme à sa toilette, 1908
  - Sorbonne, salle des Autorités :
    - Eloquentia ;
    - Carte postale d'Ernest Laurent, Poesis, salle des autorités en Sorbonne (Bibliothèque interuniversitaire de la Sorbonne, NuBIS).Historia ;
    - Philosophia ;
    - Poesis.

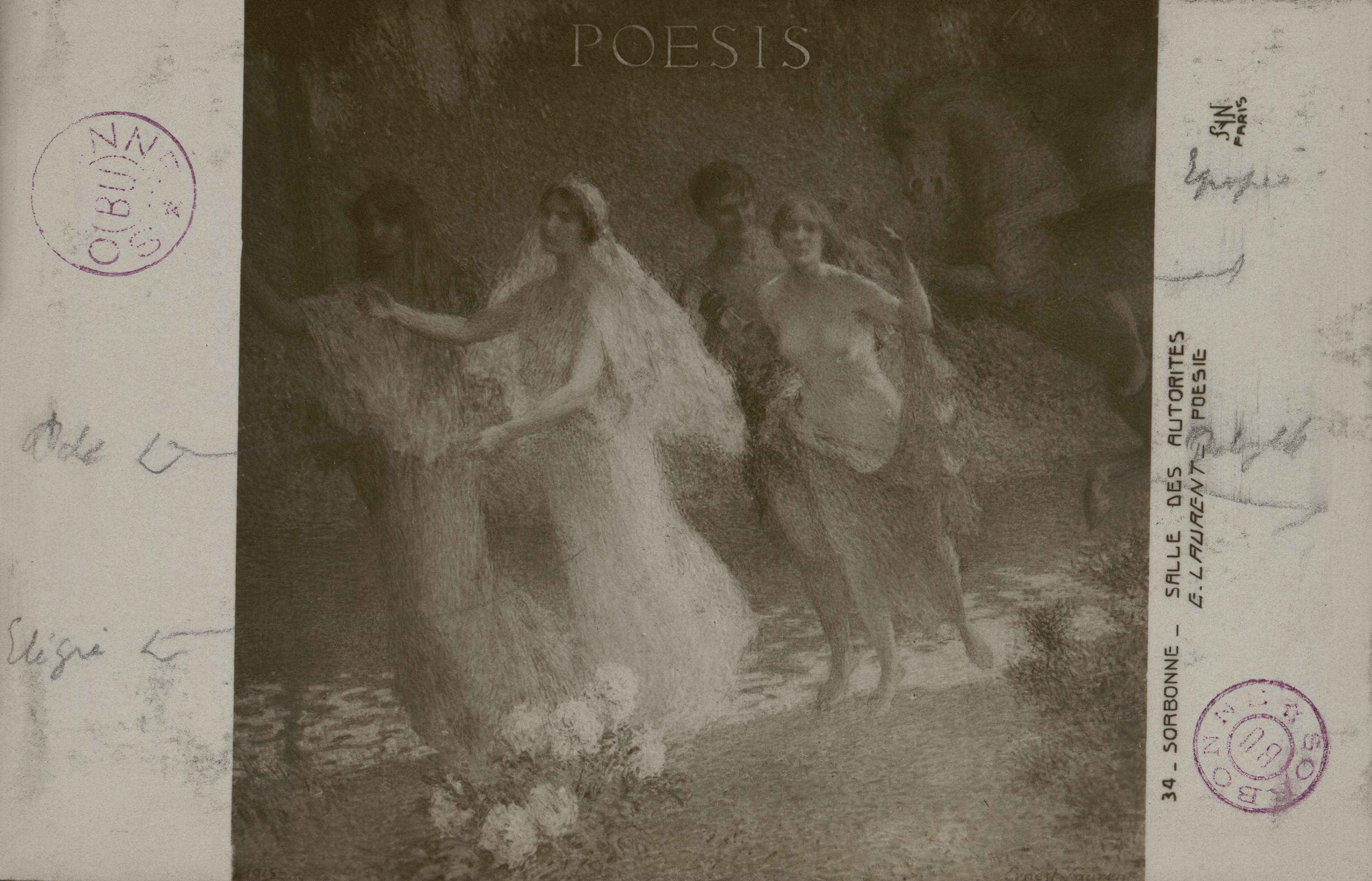
Carte postale d'Ernest Laurent, Poesis, salle des autorités en Sorbonne (Bibliothèque interuniversitaire de la Sorbonne, NuBIS).

- Musée des Beaux-Arts de Rennes : Arbres en fleurs à Bièvres, 1910.
- Roanne, musée des Beaux-Arts et d'Archéologie Joseph-Déchelette : La Famille de Paul Jammot prenant le thé à Bièvres, 1911, huile sur toile, 70,5 × 80,5 cm.

Japon
- Tokyo, musée national de l'Art occidental : Portrait de jeune femme, 1917.

## Élèves
- Jean Adler (1899-1942)
- Albert Brenet (1903-2005)
- Louis Dussour (1905-1986)
- Paul Hannaux (1897-1954), dès 1920[3]
- Léon Gard (1901-1979)
- Édouard Mahé (1905-1992)